# 네오플란
네오플란(영어: NEOPLAN, 독일어: NEOPLAN Bus GmbH)은 독일의 자동차 메이커이다.
네오플란은 버스를 전문적으로 생산하는 기업으로 MAN SE의 자회사에 해당된다.

## 역사
1935년 독일 바덴뷔르템베르크주 슈투트가르트에서 고트로브 아우게르 유한회사(독일어: Gottlob Auwärter GmbH)로 설립했다. 당시 고급 장거리 버스를 업체로 유명세를 얻었지만 제2차 세계 대전이 발발하면서 기술 인력 대부분이 징집되었고 소수의 인원만 남게 되면서 군용 차량 제작을 했으나, 제2차 세계 대전이 끝난 다음에 다시 성장하게 되었다.
1953년에 최초로 모노코크 바디 공정을 도입하면서 네오플란 브랜드를 런칭했다. 1957년에 세계 최초로 에어 서스펜션과 독립현가장치를 버스에 탑재하면서 혁신을 불러왔다. 1961년에 세계 최초로 현대적인 디자인의 버스를 출시 했는데 이것이 바로 함부르크 유형(독일어: Typ Hamburg)이다. 기존 차량의 경우 둥근 디자인이 주류였지만, 앞뒤 창문과 차체 디자인으로 공간 활용도를 개선했고 훗날 버스에서 적용된 천장 루버식 공조장치를 탑재한 것이 특징이다. 1964년에 경량형 차대에 저상 구조의 장거리 2층 버스 모델인 스카이라이너가 출시되었다.
1971년에 최초로 HD급 차량인 시티라이너를 출시했고 1973년에 함부르크 유형 후속인 제트라이너를, 1975년에 전장 18m, 2층 굴절버스인 점보크루저 모델이 출시되었다. 1976년에 세계 최초의 저상버스 모델인 N 814 모델이 출시되었고, 1979년에 시티라이너와 동일한 등급인 스페이스라이너를 출시했다. 1982년에 독일 대중교통 협회(독일어: Verband Öffentlicher Verkehrsbetriebe)에서 정의한 2세대 도시형버스 표준 규격을 최초로 적용한 N 416 모델이 출시되었다. 1987년에 저상버스 모델인 N 814 모델의 후속 모델인 N 421 모델이 출시되었다.
1993년에 전장 15m의 85인승 4축 2층 버스인 메가라이너를 출시했고 1996년에 최고급 모델인 스타라이너가 출시되었다. 2001년 MAN SE에 인수되면서 자회사가 되었고 도시형버스 라인업은 더 이상 생산하지 않게 되었다.

## 생산 차종

### 현재 생산차종
코치 버스
- 투어라이너[4]
- 투어라이너 C
- 투어라이너 L
- 시티라이너[5]
- 시티라이너 C[5]
- 시티라이너 L[5]
- 스카이라이너[6]
- 스카이라이너 L[6]

버스
- 센트로라이너[7][8]
- 일렉트로라이너[7][9]
- 에어라이너 (공항 에어프런 버스, 1960년부터 현재까지)[7][10]
- 스타라이너 C[11]
- 스타라이너 L[11]
- 트로필라이너

## 사진

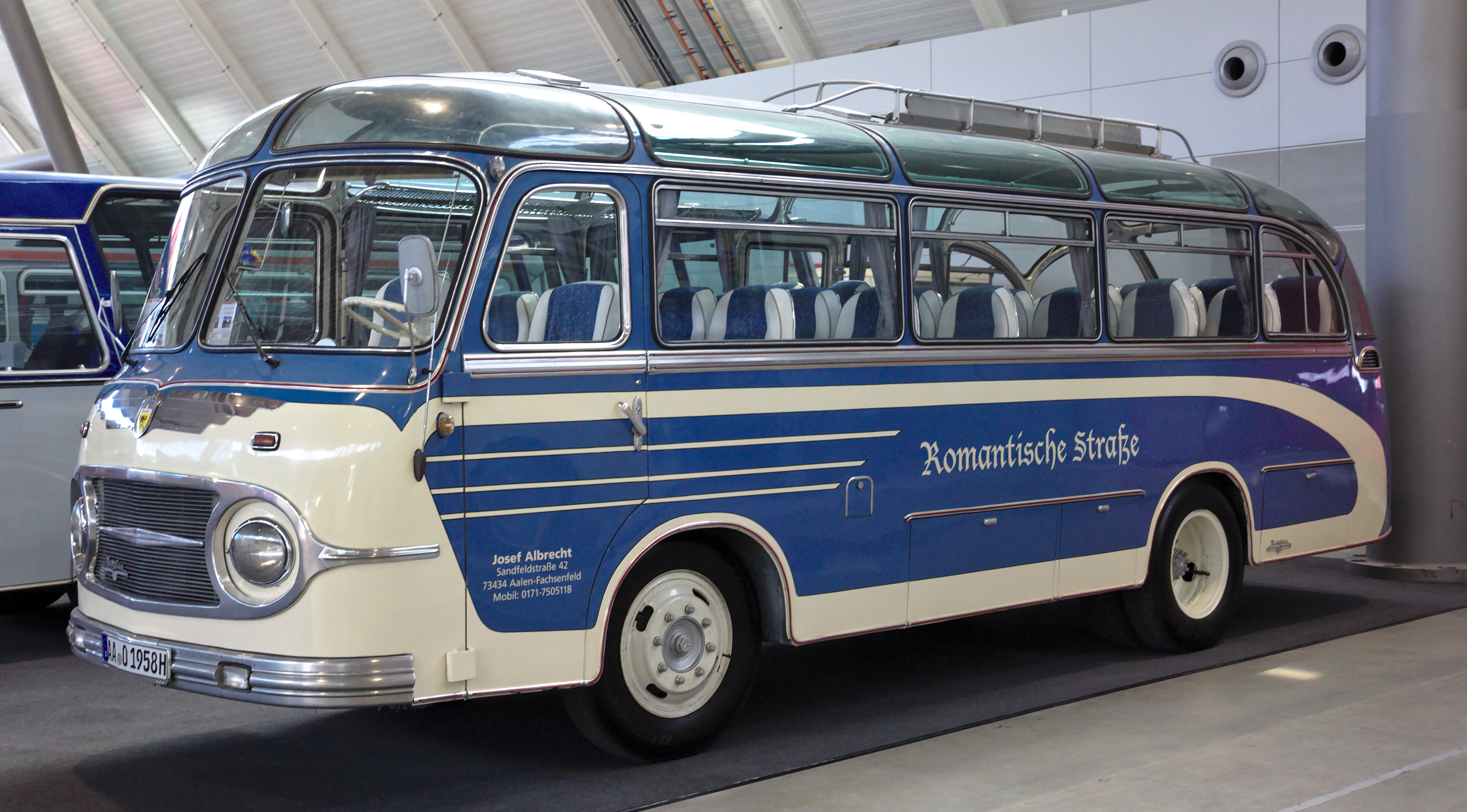
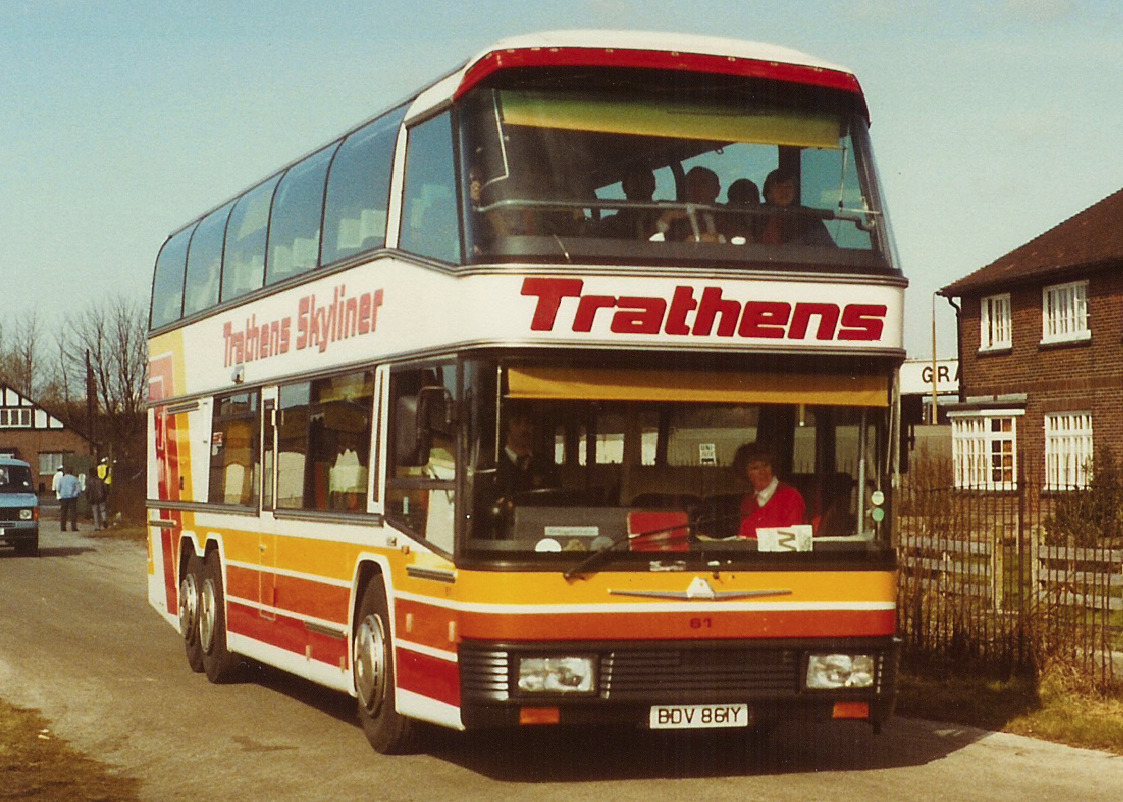
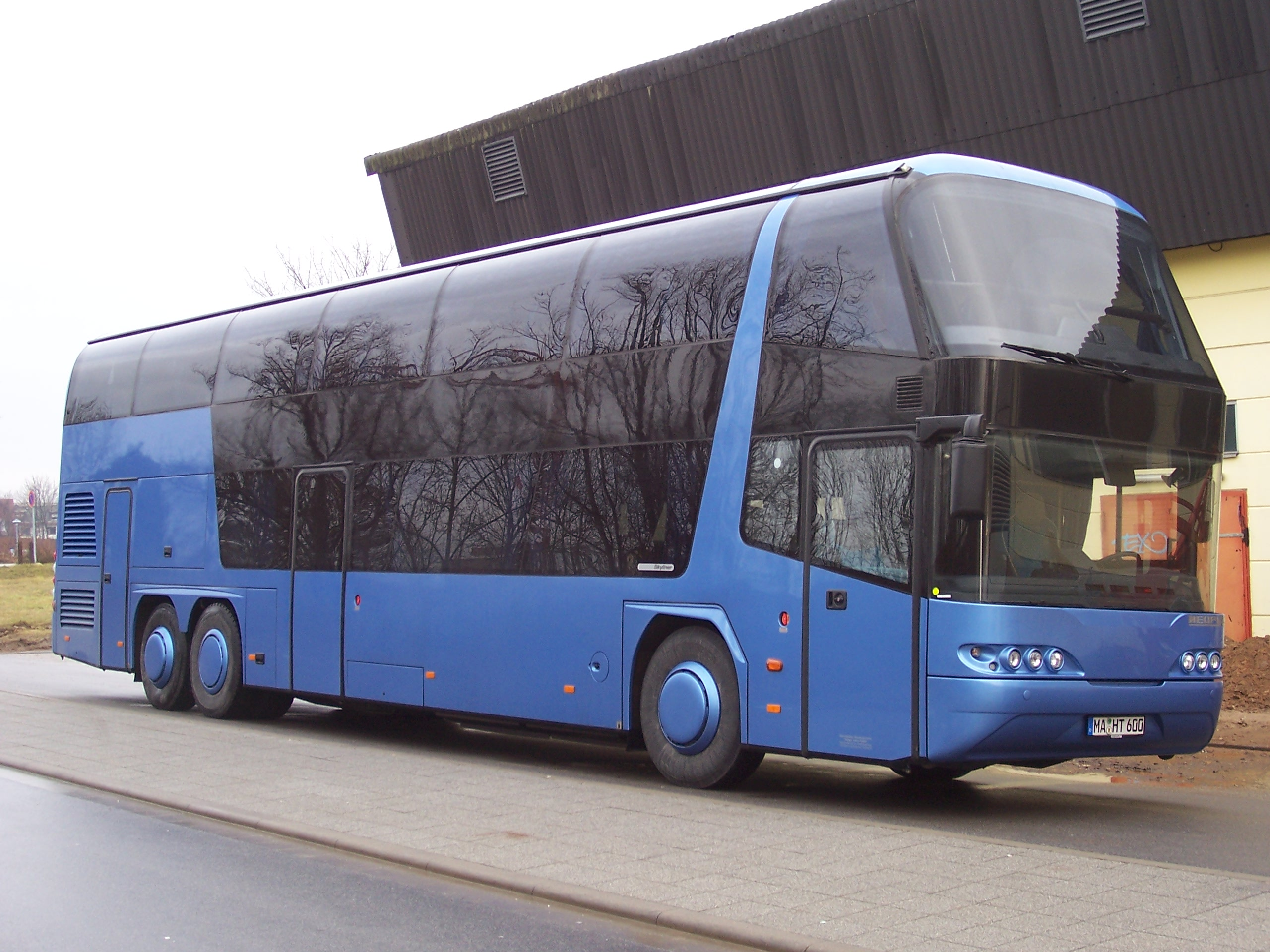
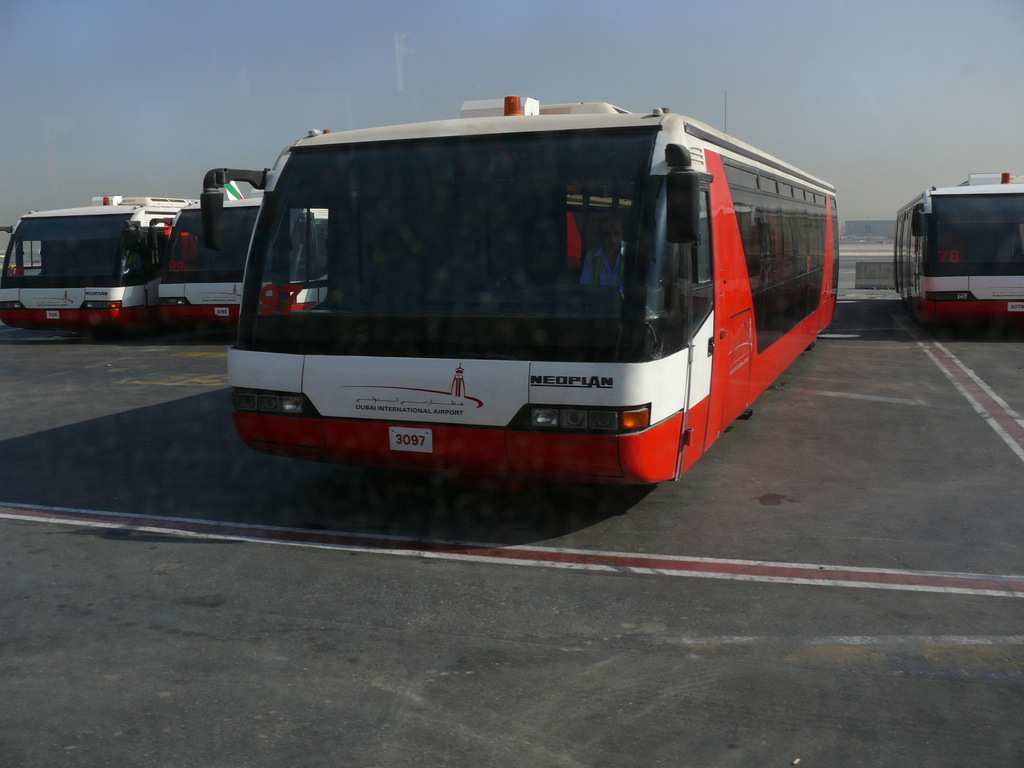
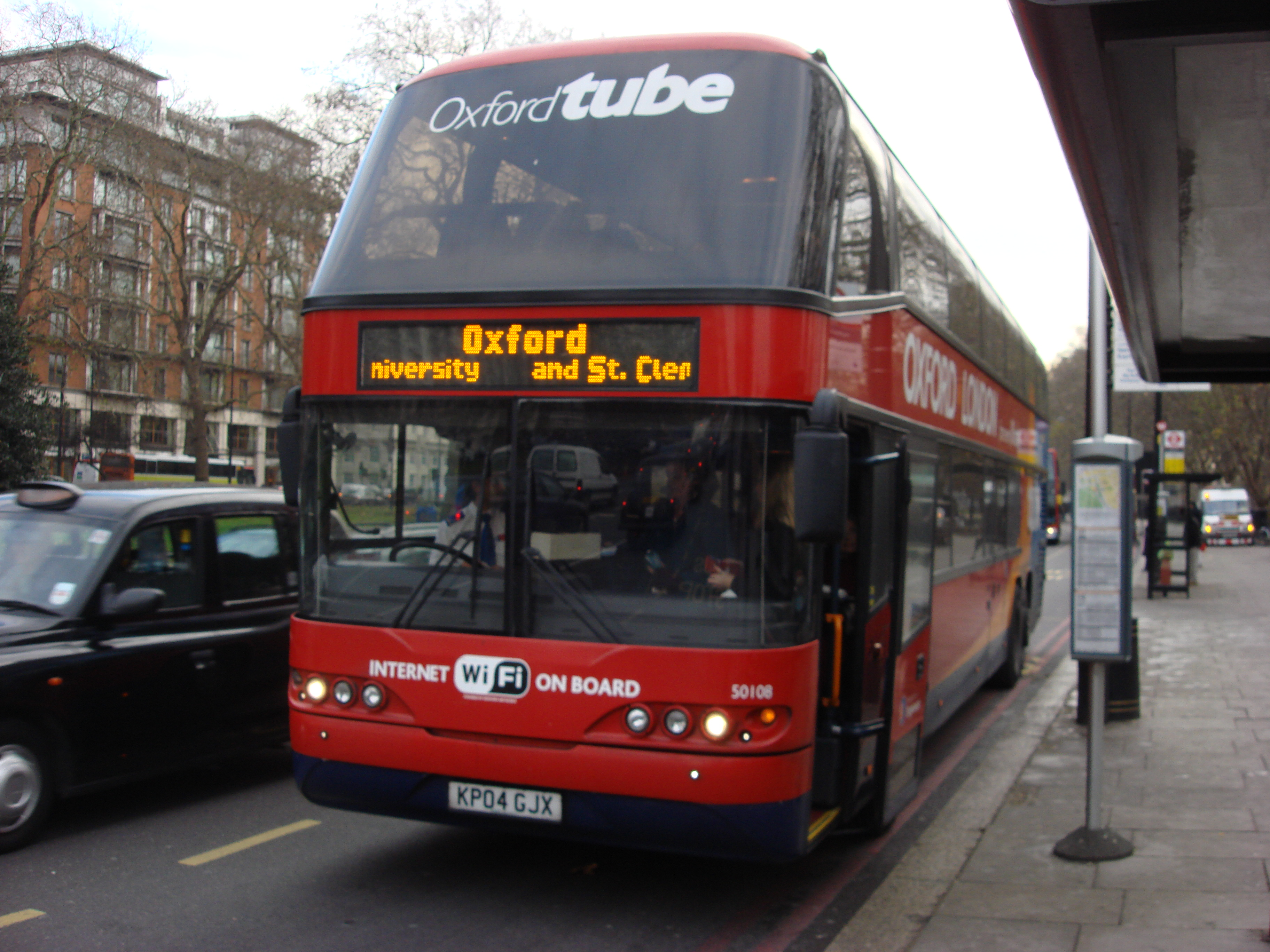
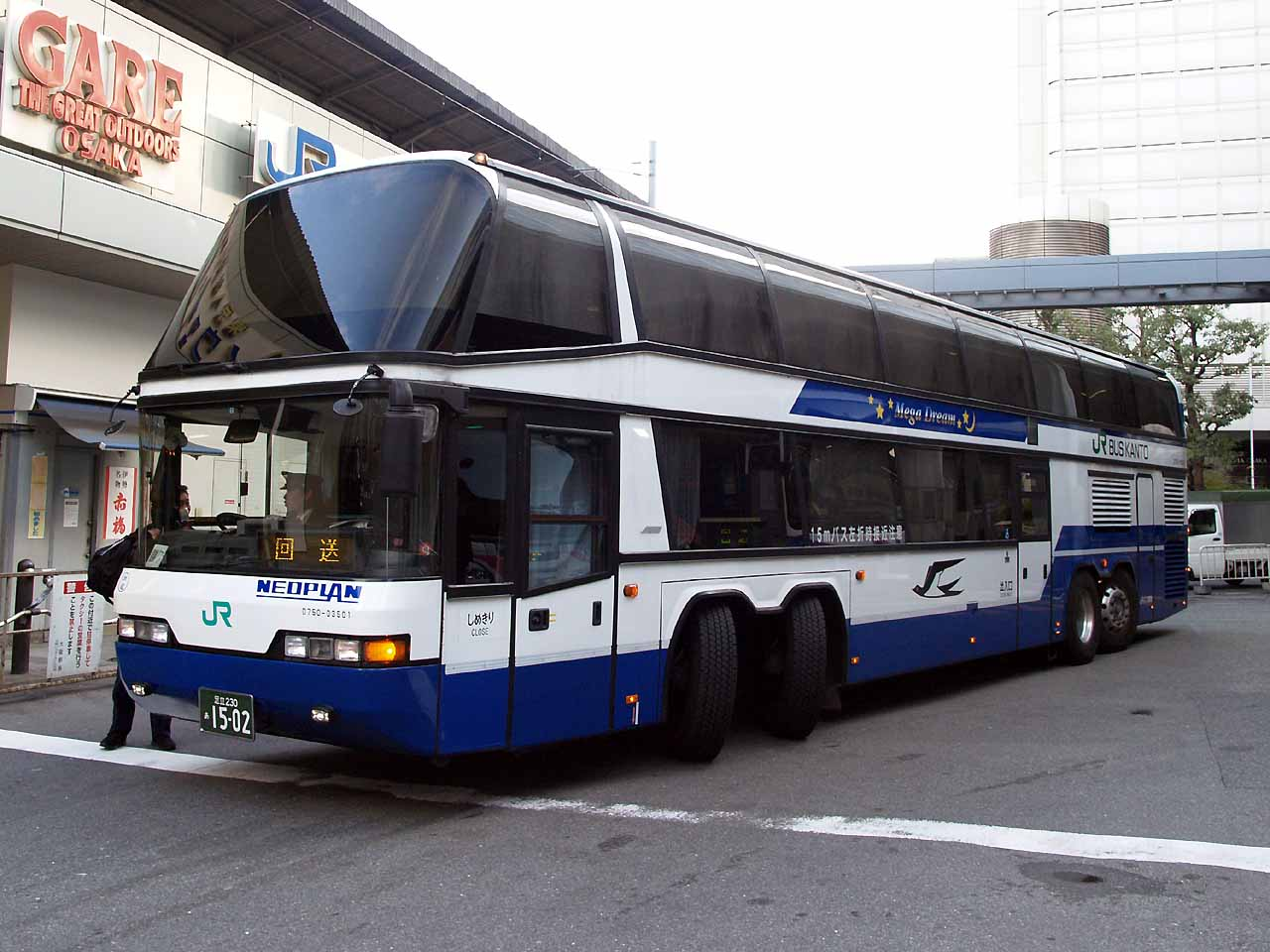
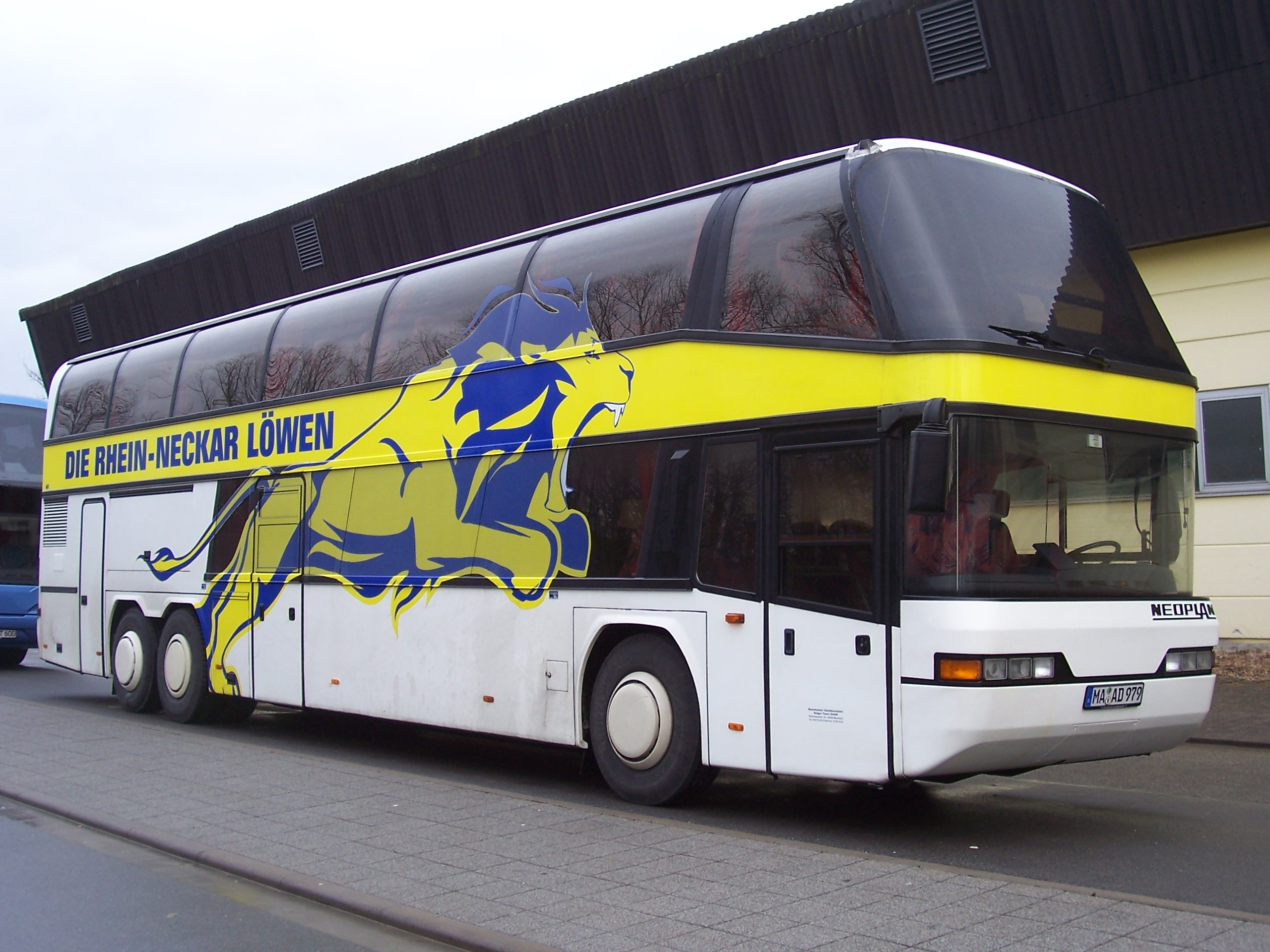
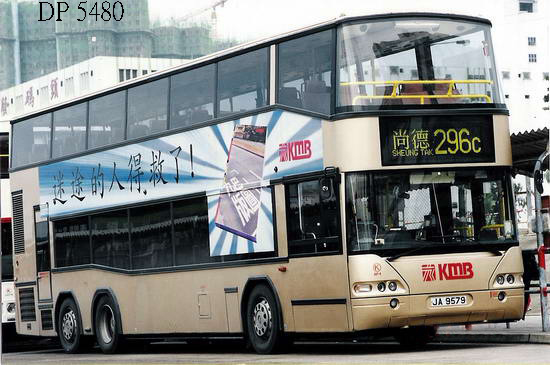
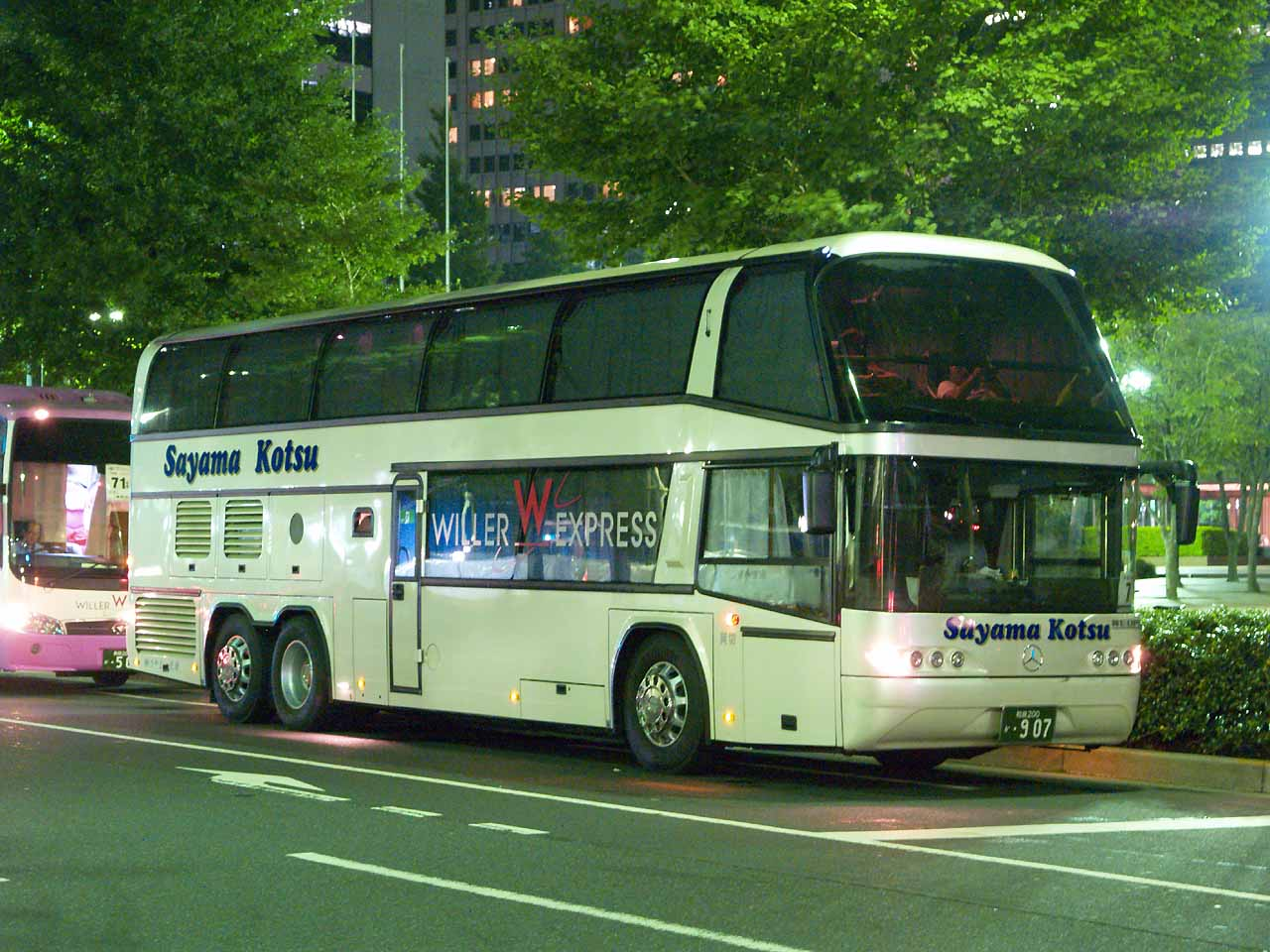

### 과거 생산차종
- 함부르크
- 스페이스라이너
- 유로라이너
- 메가라이너
- 메트로라이너
- 메가셔틀
- 점보크루저
- 트랜스라이너
- 제트라이너
- 트랜드라이너